# NEW WALL/I want u to love me
『NEW WALL/I want u to love me』（ニュー ウォール/アイ ウォント ユー トゥー ラヴ ミー）は、[Alexandros]の通算12枚目のシングル。2016年4月20日にユニバーサルミュージックから発売された。

## 概要
表題曲「NEW WALL」は、2017年4月現在、YouTubeに公開されている［Alexandros］の楽曲の中では珍しく、PVの最後におまけ映像が収録されていない楽曲である。川上曰く、「単純に面白くなかったし、あれを公開したら磯部の名誉に関わる」とのこと。

## 収録曲
| 全作詞・作曲: 川上洋平、全編曲: [Alexandros]。 |                                                                                     |          |            |      |
| #                                              | タイトル                                                                            | 作詞     | 作曲・編曲 | 時間 |
| 1.                                             | 「NEW WALL」(スマートフォン · androidアプリ「テイルズ オブ ザ レイズ」テーマソング) | 川上洋平 | 川上洋平   | 4:03 |
| 2.                                             | 「I want u to love me」(MBS・TBS系ドラマ『女くどき飯 Season2』主題歌)               | 川上洋平 | 川上洋平   | 4:21 |
| 3.                                             | 「Boo! (live at Makuhari Messe 2015.12.19)」                                        | 川上洋平 | 川上洋平   | 4:33 |
| 合計時間:                                      | 合計時間:                                                                           | 12:57    |            |      |